# Pere Casals Cort
Pere Casals Cort   (Reus, 11 d'octubre de 1902 - Hospital de la Santa Creu i Sant Pau, 1968) va ser un polític reusenc, afiliat a la UGT, que va encapçalar el Comitè d'abastos de la ciutat de l'any 1936 fins al final de la guerra.
El gener de 1939 va fugir a França però va retornar i va ser empresonat pel nou govern de Franco, i el 28 de juny de 1939 va ser condemnat per un consell de guerra «por auxilio a la rebelión» a 20 anys i un dia. Encarcerat primer a Orduña (Biscaia), a l'agost el van traslladar a la presó de Ciudad Rodrigo, on l'any 1944 li van commutar la pena a tres anys.
La resta de la seva vida va transcórrer a Reus, dedicat al seu ofici de fuster, a una pacient activitat contra Franco des de posicions socialistes, i a un seguit d'activitats culturals com encarregat del Teatre Bartrina de la ciutat. Malalt de càncer es va traslladar a Barcelona on va morir a l'Hospital de Sant Pau l'estiu del 1968.